# John Speed Smith

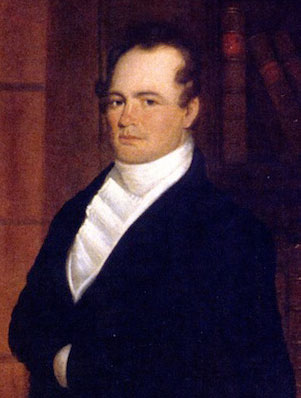
John Speed Smith

John Speed Smith (* 1. Juli 1792 bei Nicholasville, Kentucky; † 6. Juni 1854 in Richmond, Kentucky) war ein US-amerikanischer Jurist und Politiker. Zwischen 1821 und 1823 vertrat er den Bundesstaat Kentucky im US-Repräsentantenhaus.

## Werdegang
John Smith besuchte zunächst eine Privatschule. Nach einem anschließenden Jurastudium und seiner im Jahr 1812 erfolgten Zulassung als Rechtsanwalt begann er in Richmond in diesem Beruf zu praktizieren. Während des Britisch-Amerikanischen Krieges von 1812 war er Offizier in der United States Army. Dabei brachte er es bis zum Oberst im Stab von General William Henry Harrison. Später schlug er als Mitglied der Demokratisch-Republikanischen Partei eine politische Laufbahn ein. Im Jahr 1819 wurde er in das Repräsentantenhaus von Kentucky gewählt.
Nach dem Rücktritt des Abgeordneten George Robertson wurde Smith bei der Nachwahl im siebten Wahlbezirk von Kentucky als dessen Nachfolger in das US-Repräsentantenhaus in Washington, D.C. gewählt, wo er am 6. August 1821 sein neues Mandat antrat. Da er bei den regulären Kongresswahlen des Jahres 1822 auf eine erneute Kandidatur verzichtete, konnte er bis zum 3. März 1823 nur die angebrochene Legislaturperiode seines Vorgängers im  Kongress beenden.
Zwischen 1827 und 1845 saß Smith mehrfach als Abgeordneter im Repräsentantenhaus von Kentucky. Im Jahr 1827 war er dessen Präsident. Von 1828 bis 1832 fungierte er in der Nachfolge von John J. Crittenden als Bundesstaatsanwalt für den Distrikt Kentucky. In den Jahren 1846 bis 1850 gehörte Smith dem Senat von Kentucky an. Er starb am 6. Juni 1854 in Richmond, wo er auch beigesetzt wurde.